# 我心深触
《我心深触》（英語：Deep In My Heart），2019年中国偶像剧。由周澄奥、王可如、李茂、崔心心领衔主演，腾讯视频于2019年6月19日首播。

## 播出时间
| 频道     | 所在地 | 播出日期      | 播出时间 | 备注 |
| -------- | ------ | ------------- | -------- | ---- |
| 腾讯视频 | 中国   | 2019年6月19日 |          |      |

## 演员列表

### 主要演员
| 演員   | 角色      | 介紹 |
| 周澄奥 | 孔逸飛    | 小時候因心臟有問題，做了心臟移植手術，因此有接觸感應的能力。經常透過這種能力幫助他人、協助辦案。                                           |
| 王可如 | 韓冰/韓雪 | 因小時候家庭發生的變故，使她心靈受到創傷，產生了兩種人格，但因自己不願相信，而將第二人格當成次死去妹妹韓雪的靈魂，而後接受治療，韓雪消失。 |
| 李茂   | 徐高升    | 警察，孔逸飛的好友，原是一個小混混，後受孔逸飛幫助，改過自新當上警察，經常受孔逸飛幫助順利破案。鄭小珍男友                                 |
| 崔心心 | 鄭小珍    | 徐高升女友，一直愛著徐高升，但因對韓冰的照顧非同一般，使徐高升和她分手，後重歸於好。                                                       |

### 其他演员
| 演員 | 角色 | 介紹 |
| 王新 | 吳岩 | 原為一名阿茲海默症的病患，後被李勝培（李心蕊父親）盜用身份，開始對傷害過自己女兒的人進行報復，後事情敗露，原想和孔逸飛同歸於盡，可路上遇到大卡車，發生車禍，經孔逸飛的及時搶救，並無大礙，後被警察逮捕。 |